# IC 4631
IC 4631 је ознака објекта на координатама са ректансцензијом 17h 10m 59,0s и деклинацијом - 77° 36" 0'. Открио га је Делајл Стјуарт, 17. августа 1900. Каснијим посматрањима на том положају није уочен никакав астрономски објекат.